# Tennis Masters Cup 2001
La edición 32 de la Tennis Masters Cup se realizó del 11 al 17 de noviembre del 2001 en Sídney, Australia.

## Individuales

### Clasificados
- Andre Agassi
- Juan Carlos Ferrero
- Sébastien Grosjean
- Lleyton Hewitt
- Goran Ivanišević
- Yevgeny Kafelnikov
- Gustavo Kuerten
- Patrick Rafter

### Grupo Rosewall
| Resultados Round Robin-Win | Result-Res | -Winner-Winner-Winner-Win | -Score-Score-Score-Score |
| -------------------------- | ---------- | ------------------------- | ------------------------ |
| Yevgeny Kafelnikov (RUS)   | derrota a  | Juan Carlos Ferrero (ESP) | 4-6 6-1 7-6(5)           |
| Goran Ivanišević (CRO)     | derrota a  | Gustavo Kuerten (BRA)     | 6-2 6-7(2) 6-4           |
| Juan Carlos Ferrero (ESP)  | derrota a  | Gustavo Kuerten (BRA)     | 7-6(3) 6-2               |
| Yevgeny Kafelnikov (RUS)   | derrota a  | Goran Ivanišević (CRO)    | 6-3 6-4                  |
| Yevgeny Kafelnikov (RUS)   | derrota a  | Gustavo Kuerten (BRA)     | 6-2 4-6 6-3              |
| Juan Carlos Ferrero (ESP)  | derrota a  | Goran Ivanišević (CRO)    | 7-6(4) 7-6(5)            |

### Grupo Newcombe
| Resultados Round Robin-Win | Result-Res | -Winner-Winner-Winner-Win | -Score-Score-Score-Score |
| -------------------------- | ---------- | ------------------------- | ------------------------ |
| Lleyton Hewitt (AUS)       | derrota a  | Sébastien Grosjean (FRA)  | 3-6 6-2 6-3              |
| Andre Agassi (USA)         | derrota a  | Patrick Rafter (AUS)      | 6-2 6-4                  |
| Lleyton Hewitt (AUS)       | derrota a  | Andre Agassi (USA)        | 6-3 6-4                  |
| Sébastien Grosjean (FRA)   | derrota a  | Patrick Rafter (AUS)      | 6-2 6-4                  |
| Sébastien Grosjean (FRA)   | derrota a  | Andre Agassi (USA)        | 6-3 6-4                  |
| Lleyton Hewitt (AUS)       | derrota a  | Patrick Rafter (AUS)      | 7-5 6-2                  |

| Resultados Etapa Final-Win | -Winner-Winner-Winner-Win | Result-Res | -Winner-Winner-Winner-Win | -Score-Score-Score-Score |
| -------------------------- | ------------------------- | ---------- | ------------------------- | ------------------------ |
| Semifinal                  | Sébastien Grosjean (FRA)  | derrota a  | Yevgeny Kafelnikov (RUS)  | 6-4 6-2                  |
| Semifinal                  | Lleyton Hewitt (AUS)      | derrota a  | Juan Carlos Ferrero (ESP) | 6-4 6-3                  |
| Final                      | Lleyton Hewitt (AUS)      | derrota a  | Sébastien Grosjean (FRA)  | 6-3 6-3 6-4              |

| Predecesor: 2000 | ATP World Tour Finals 2001 | Sucesor: 2002 |

- Datos: Q614089